# Paardenmestkever
De paardenmestkever (Geotrupes mutator) is een keversoort uit de familie mesttorren (Geotrupidae). De wetenschappelijke naam van de soort werd in 1802 gepubliceerd door Thomas Marsham.